# Blue Flame

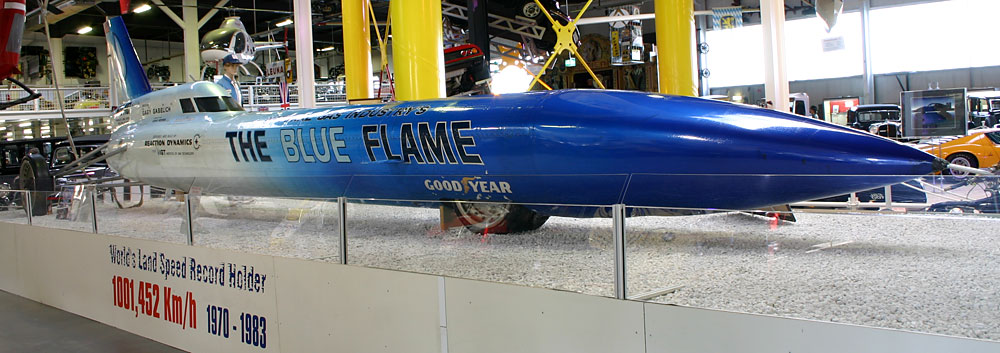
Vůz Blue Flame v Automobilovém a technickém muzeu Sinsheim

Blue Flame (Modrý plamen) byl speciální automobil, poháněný raketovým motorem, který byl navržen pro překonání rychlosti 1000 km/h na zemi.
Jako palivo používal tento vůz zkapalnělý zemní plyn, jako okysličovadlo peroxid vodíku.
Rychlostního rekordu 1001,67 km/h na měřeném úseku 1 míle dosáhl vůz na Bonnevillských solných pláních v Utahu 23. října 1970. Tento rekord nebyl překonán po dalších 13 let.
Při měření rychlosti v úseku 1 km bylo dosaženo rychlosti 1014,656 km/h, jež byla stanovena zprůměrováním dosažených rychlostí v obou směrech (tam i zpět) (629,412 a 631,367 mph). Řidičem byl Gary Gabelich, původem Chorvat, rodák ze San Pedra v Kalifornii.